# Sanja Ilić & Balkanika
Sanja Ilić & Balkanika (serb. cyryl. Сања Илић & Балканика) – zespół muzyczny założony w 2000 przez Sanję Ilicia. Prezentuje połączenie tradycyjnej muzyki bałkańskiej z nowoczesnym brzmieniem i współczesną produkcją, łączy elementy nowoczesnej muzyki elektronicznej w rytmie tradycyjnych instrumentów bałkańskich z głosami etnicznymi i rockowymi.
Zespół osiągnął komercyjny sukces na rodzimym rynku, pozostaje jednym z najlepiej sprzedających się projektów muzycznych w regionie. Koncertuje w wielu krajach świata, zagrał m.in. w Austrii, Belgii, Wielkiej Brytanii, Stanach Zjednoczonych, Kanadzie, Chinach i Turcji.
Utwór „Balkan Vocals” pochodzący z albumu Balkan Koncept (2004), pojawił się na ósmej części popularnej serii Buddha Bar (2006).
W maju 2018 zespół reprezentował Serbię z utworem „Nova deca” (pol. „Nowe dzieci”) w 63. Konkursie Piosenki Eurowizji, zajął 19. miejsce w finale konkursu po zdobyciu 113 punktów w głosowaniu jurorów i telewidzów.

## Sanja Ilić & Balkanika a Polska
Jesienią 2008 wydano reedycję albumu Balkan Koncept z 2004, na którym zaśpiewały polskie artystki: Fiolka („Paparuga”), Justyna Steczkowska („Wróć do mnie”) i Natasza Urbańska („Wierne róże”, „Rozbaw mnie”).

## Dyskografia
Na podstawie discogs.com:
- Balkan 2000 – 1999
- Balkan Koncept – 2004
- Live on Kalemegdan – 2006 (DVD-V)
- Ceepaj – 2009
- Stand Up – 2020